# 葛島 (長崎県)
葛島（かずらしま）は、長崎県五島市にある無人島。かつては200人を超える人が住んでいたが、昭和48年（1973年）に住民が奈留島へ集団移転したことで無人化した。無人島化した後に畜産業者が牛の放牧場として島を使おうとするも最終的に撤退。その際に取り残された和牛が野生化し、小規模ながら観光に活かそうとする動きもある。